# Адріянці
Адріянці (словен. Adrijanci) — поселення в общині Горні Петровці, Помурський регіон, Словенія. Висота над рівнем моря: 257,4 м.